# Michael Dibdin
Michael Dibdin  (Wolverhampton, 21 maart 1947 – Seattle, 30 maart 2007) was een Britse schrijver van thrillers en politieverhalen. Hij is vooral bekend geworden met zijn serie boeken over Inspector Aurelio Zen, die zich door heel Italië afspelen - van Venetië tot Sardinië, van de Italiaanse Alpen tot het Vaticaan. Dibdin studeerde Engels aan de universiteiten van Sussex in Engeland en Alberta in Canada. Zijn grote kennis van Italië, die uit de Zen-boeken spreekt, deed hij op toen hij eind jaren zeventig, begin jaren tachtig, vier jaar doceerde aan de universiteit van Perugia.

### Aurelio Zen serie
1. Ratking (1988)
2. Vendetta (1990)
3. Cabal (1992)
4. Dead Lagoon (1994)
5. Cosi Fan Tutti (1996)
6. A Long Finish (1998)
7. Blood Rain (1999)
8. And Then You Die (2002)
9. Medusa (2003)
10. Back to Bologna (2005)
11. End Games (2007)

### Andere boeken
- The Last Sherlock Holmes Story (1978)
- A Rich Full Death (1986)
- The Tryst (1989)
- Dirty Tricks (1991)
- The Dying of the Light (1993)
- Dark Spectre (1995)
- Thanksgiving (2000)

Alle Zen-boeken zijn ook in Nederlandse vertaling verschenen bij uitgeverij De Arbeiderspers. Voor de eerste aflevering De rattenkoning kreeg Dibdin de Amerikaanse Golden Dagger Award. In Frankrijk werd hem de Grand Prix de Littérature Policière toegekend.
- Bibliothèque nationale de France: cb122011020 (data)
- CiNii: DA06794552
- Digitale Bibliotheek voor de Nederlandse Letteren: dibd001
- Gemeinsame Normdatei: 118111477
- International Standard Name Identifier: 0000 0001 1480 1907
- Library of Congress Control Number: n77014601
- Bibliotheek van het Japanse parlement: 00465591
- Nationale Bibliotheek van Tsjechië: jn19990001743
- Nationale Bibliotheek van Israël: 987007331431605171
- Nederlandse Thesaurus van Auteursnamen: 072435976
- Istituto Centrale per il Catalogo Unico: RAVV084037
- Système universitaire de documentation: 030634199
- Virtual International Authority File: 112722880
- WorldCat: E39PBJbCRBYWq999rq9thWFxjC